# 石黒将之
石黒 将之（いしぐろ まさゆき、1981年11月17日 - ）は、愛知県春日井市出身の元ハンドボール選手、指導者、現神職（柏井八幡社）。身長180cm、体重73kg。右利き。血液型A型。日本スポーツ協会公認スポーツ指導者。ハンドボールコーチ4保有。

## 経歴
- 春日井市立中部中学校
  - 1994年 ハンドボールを始める（中学1年）
  - 1995年 埼玉全国中学全国大会ベスト16（中学2年）
  - JOCジュニアオリンピックカッブ優勝
  - 1996年 キャプテンに就任（中学3年）
- 愛知県立春日井南高等学校
  - 1998年 愛知県代表 国体選手に選抜（高校2年）
  - 1999年 キャンプテンに就任（高校3年）
  - 愛知県代表として熊本国体ベスト8
- 中部大学
  - 2001年 富山インカレ2位（大学2年）
  - 2003年 キャプテンに就任（大学4年）
  - 青森インカレ3位（大会ベスト7）
- トヨタ紡織九州レッド・トルネード
  - 2005年 チーム創設初のJHLプレーオフ進出
  - 2006年 ドイツリーグへ移籍
- SG Motor Gohlis - Nord Leipzig e.V.（ドイツ）
  - 2006年 ザクセン州ポカール 優勝
  - 2007年 ザクセンリーグ優勝（得点ランキング2位）
  - ザクセン州ポカール 優勝
- SC DHfK Leipzig e.V.（ドイツ）
  - 2009年 日本リーグへ復帰
- トヨタ紡織九州レッド・トルネード
  - 2009年 チーム2回目のJHLプレーオフ進出
  - 2010年 チーム3回目のJHLプレーオフ進出
  - 2011年 山口国体 優勝
- 2013年 現役を引退
- 2014年 トヨタ紡織九州レッド・トルネードの監督に就任[2]
- 2018年 トヨタ紡織九州レッド・トルネードの監督を退任[2]
- 2024年9月 実家の柏井八幡社の宮司に就任[2]

## テレビ番組
- グッと!地球便（2008年11月16日、読売テレビ）